# 托雷韦利利亚
托雷韦利利亚，是西班牙阿拉贡自治区特鲁埃尔省的一个市镇。总面积34平方公里，总人口209人（2001年），人口密度6人/平方公里。